# Dean-Charles Chapman
Dean-Charles Chapman (Essex, 7 de setembro de 1997) é um ator britânico. Conhecido por interpretar Tommen Baratheon na série Game Of Thrones e co-estrelar o filme 1917, como Tom Blake.

## Vida pessoal
Irmãos em Game Of Thrones, namorou a atriz Nell Tiger Free em 2015.

## Biografia e carreira
Ele interpretou o protagonista de Stanley Brown em The Revolting World of Stanley Brown, e Tommen Baratheon, na série do HBO Game of Thrones. Ele interpretou Castor no AMC martial arts drama series Into the Badlands.

## Filmografia

### Filmes
| Ano  | Título                 | Papel                    | Notas        |
| ---- | ---------------------- | ------------------------ | ------------ |
| 2014 | Antes De Dormir        | Adam Lucas               |              |
| 2015 | Man Up                 | Harry                    |              |
| 2017 | Uma Razão Para Viver   | Jonathan Cavendish       |              |
| 2018 | O Passageiro           | Danny MacCauley          |              |
| 2019 | A Música Da Minha Vida | Matt                     |              |
| 2019 | O Rei                  | Thomas Lancaster         |              |
| 2019 | 1917                   | Lance Corporal Tom Blake |              |
| TBA  | Here Are the Young Men | Matthew                  | Pós-produção |

### Televisão
| Ano       | Título                               | Papel            | Notas |
| --------- | ------------------------------------ | ---------------- | --- |
| 2007      | Casualty                             | William Mulhern  | Episódio: "A House Divided"                                                                                   |
| 2012      | Cuckoo                               | Charlie          | Episode: "Family Meeting"                                                                                     |
| 2012      | The Revolting World of Stanley Brown | Stanley Brown    | 13 episódios                                                                                                  |
| 2013      | The White Queen                      | Richard Grey     | 4 episódios                                                                                                   |
| 2013      | Game of Thrones                      | Martyn Lannister | 2 episódios                                                                                                   |
| 2014–2016 | Game of Thrones                      | Tommen Baratheon | 16 episodes Indicado – Screen Actors Guild Award for Outstanding Performance by an Ensemble in a Drama Series |
| 2014      | Glue                                 | Chris Pollard    | 2 episódios                                                                                                   |
| 2015      | Ripper Street                        | Harry Ward       | Episódio: "Your Father. My Friend"                                                                            |
| 2017      | Will                                 | Billy Cooper     | 3 episódios                                                                                                   |
| 2018      | Into the Badlands                    | Castor           | 7 episódios                                                                                                   |
| 2024      | The Acolyte                          | Torbin           | 3 episódios                                                                                                   |

 Conhecido por interpretar Tommen Baratheon na série Game Of Thrones e co-estrelando como Tom Blake o filme 1917, de 2019.